# Herbert Wetter
Herbert Maurtis Wetter (ur. 15 marca 1891 w Nedre Eiker, zm. 5 września 1966 w Oslo) – norweski pływak specjalizujący się w stylu dowolnym, uczestnik igrzysk Olimpijskich.
Wetter, podczas V Letnich Igrzysk Olimpijskich w Sztokholmie, wziął udział w jednej konkurencji pływackiej. Na dystansach 1500 metrów płynął w pierwszym wyścigu eliminacyjnym. Dystansu nie ukończył, czym odpadł z dalszej rywalizacji.
Reprezentował barwy klubu Oslo IL.